# Brad Cooper
Brad Cooper (n. 19 iulie 1954, Singapore) este un înotător australian, medaliat olimpic. A participat la o ediție a Jocurilor Olimpice (1972) în care a câștigat două medalii de aur.